# 矮糖芥
矮糖芥（学名：Erysimum schlagintweitianum），为十字花科糖芥属下的一个植物种。